# 乙姫二万年
『乙姫二万年』（おとひめにまんねん）は、2019年に公開された日本のアニメーション映画である。監督はにいやなおゆき、カラー、36分。。イメージフォーラム・フェスティバル2019、ゆうばり国際ファンタスティック映画祭2020 参加作品。

## あらすじ
変な住人ばかりが住んでいるおんぼろアパート。二万年後からやって来たという女が主人公の部屋に居候を始める。ダンボールの中で生活する男の子。未来の怪獣映画を見にやって来るオタクの宇宙人たち。死んだはずのヤクザとカッパの戦い。猫の首が大空を舞い、墓石が歩き出す。不思議な出来事が次々と起こり、アパートは二万年後にタイムスリップする。ついに現れる、新たな生命「乙姫」とはなにものか？

## スタッフ
- 制作・脚本・監督・編集 にいやなおゆき
- オープニング曲「地下世界」作曲・演奏 よだまりえ, mixing & mastering 君島結
- 劇中劇「ガスラ対ギリゴンのテーマ」作曲・演奏 長嶌寛幸
- 挿入歌「雨降りお月さん」作詞 野口雨情 作曲 中山晋平 編曲・演奏 山口博雅 歌 よだまりえ リコーダー 山口琳
- エンディング曲「Requiem」 作曲・演奏 山口博雅
- 英語字幕 ドン・ブラウン[2], 櫻井智子

## キャスト
- 男 加藤賢崇
- 女 齋藤ナスカ
- 鈴木 塩塚和代
- 山田 宇賀神明広
- 小川 にいやなおゆき
- 歌う娘 よだまりえ
- 箱の中の二人 新里唯 近藤歩
- 変なおじさん 仁科貴

## 手法
絵、模型、写真、特撮、実景記録映像など異なる素材を、Adobe Photoshop と Adobe Premiere を用い、再構成して制作。監督自身は「2.5Dアニメ」と称する。

## 国内での上映
にいやなおゆき 新作アニメーション『乙姫二万年』お披露目上映会
- 2019年8月24日〜25日、兵庫県・腕塚町 神戸映画資料館にて上映

イメージフォーラム・フェスティバル2019
- 2019年9月14日、東京・渋谷 シアター・イメージフォーラムにて上映
- 2019年9月21日、東京・青山 スパイラルホールにて上映

第24回アートフィルム・フェスティバル
- 2019年11月8日、名古屋・東桜 愛知芸術文化センターにて上映

阿佐ヶ谷ネオ書房シアター
- 2019年11月3日、東京・阿佐ヶ谷 阿佐ヶ谷ネオ書房にて上映

イメージフォーラム・フェスティバル2019 東アジア・エクスペリメンタル・コンペティション
- 2019年12月7日、京都・河原町五条 Lumen gallery にて上映

映画美学校映画祭
- 2019年12月21日、東京・丸山町 映画美学校内で上映

『乙姫二万年』お披露目上映会 in 横浜
- 2020年1月13日、横浜 シネマノヴェチェント にて上映

〜乙姫二万年〜にいやなおゆきアニメーション特集
- 2020年2月1日、東京・聖蹟桜ヶ丘 キノコヤにて上映

ゆうばり国際ファンタスティック映画祭2020 Powered by Hulu
- 2020年9月20日、Hulu上でのオンライン上映。

福岡インディペンデント映画祭2020
- 2020年11月21日、福岡県・六本松 サイエンスホールにて上映。※「美術賞」受賞[9]

福井映画祭14TH
- 2020年11月8日、オンライン上映。

合同上映会ビヨンド5
- 2020年12月1日〜31日、YouyTube上でのオンライン上映。

恵比寿映像祭2023
- 2023年2月3日〜19日、東京都写真美術館 1F ホールにて「2.5Dと実写アニメーション―コマ撮りアニメーションを考える」というプログラムの1本として上映。

## 国外での上映
メキシコ - THE WORLD'S BEST SELF-FUNDED FILMS 
- 2020年5月6日～8日、メヒコ州・ラパスにて上映。

ロシア - The 6th MIEFF
- 2021年8月15日、モスクワ市・コテルニチェスカヤ堤防1/15内映画館「イリュージョン」にて上映。

ドイツ - ニッポン・コネクション2023
- 2023年6月11日、フランクフルト市アム・マインの映画館「NAXOS Kino」にて、『うなぎのジョニー』『乙姫二万年外伝 破魔矢』と共に上映。